# Offertjärnen, Ångermanland
Offertjärnen är en sjö i Sollefteå kommun i Ångermanland och ingår i Ångermanälvens huvudavrinningsområde. Sjön har en area på 0,0443 kvadratkilometer och ligger 16,1 meter över havet.

## Delavrinningsområde
Offertjärnen ingår i det delavrinningsområde (700443-159845) som SMHI kallar för Mynnar i Ångermanälvens vattendragsyta. Medelhöjden är 81 meter över havet och ytan är 25,88 kvadratkilometer. Räknas de 31 avrinningsområdena uppströms in blir den ackumulerade arean 224,52 kvadratkilometer. Högforsån (Norsjöån) som avvattnar avrinningsområdet har biflödesordning 2, vilket innebär att vattnet flödar genom totalt 2 vattendrag innan det når havet efter 9,1 kilometer. Avrinningsområdet består mestadels av skog (56 procent), öppen mark (13 procent) och jordbruk (26 procent). Avrinningsområdet har 0,14 kvadratkilometer vattenytor vilket ger det en sjöprocent på 0,5 procent.